# Aglaia bourdillonii
Espèce
Synonymes
- Aglaia elaeagnoidea var. bourdillonii (Gamble) N.C. Nair[2]

Statut de conservation UICN

 VU B1+2c : Vulnérable
Aglaia bourdillonii est une espèce de plantes de la famille des Meliaceae.

## Publication originale
- Bulletin of Miscellaneous Information, Royal Gardens, Kew 1915: 346. 1915.